# گروه زایو
گروه زایو (انگلیسی: Zayo Group) شرکت زیرساخت آمریکایی است، که در سال ۲۰۰۷ توسط دان کاروسو تأسیس شد.